# Stylaster pulcher
Stylaster pulcher is een hydroïdpoliep uit de familie Stylasteridae. De poliep komt uit het geslacht Stylaster. Stylaster pulcher werd in 1884 voor het eerst wetenschappelijk beschreven door Quelch. 